# Gustav von Schaubert
Gustav Karl Friedrich von Schaubert (* 5. Juni 1801 in Teschen, Herzogtum Teschen, Österreichisch-Schlesien; † 7. April 1876 in Obernigk, Landkreis Trebnitz, Provinz Schlesien) war ein deutscher Jurist, Politiker sowie 1839/48 Landrat des Landkreises Neumarkt. Er war Herr auf Ober- und Nieder-Obernigk.

## Herkunft
Seine Eltern waren Johann Karl Schaubert (* 6. Mai 1768; † 19. Januar 1831) und dessen Ehefrau Christiane Marie Wittmann verwitwete Seliger (* 1770; † 11. Januar 1824).

## Leben
Der Sohn eines Gutsbesitzers studierte nach dem Abitur am Breslauer Elisabeten-Gymnasiums Rechtswissenschaften an der Universität Breslau. Während des Studiums wurde er 1820 Mitglied der Alten Breslauer Burschenschaft Arminia. Für seine Mitgliedschaft in dieser Burschenschaft wurde er 1822 zusammen mit 80 weiteren Studenten vom Senat der Universität mit Relegation bestraft und konnte deshalb aufgrund der Karlsbader Beschlüsse bis zur Aufhebung der Strafe 1824 nicht weiter studieren. Nach seinem Abschluss wurde er in den 1820er Jahren Assessor in Breslau und Kreisjustizrat. 1831 erbte er von seinem Vater das Gut Gossendorf. Er wurde Erster Kreisdeputierter im Landkreis Neumarkt, wo er 1839 zum Landrat gewählt und am 9. Juni 1839 ins Amt eingesetzt wurde, in dem er bis 1848 blieb. Wegen seiner großen Verdienste wurde er vom preußischen König Friedrich Wilhelm IV. am 22. August 1857 in den erblichen Adelsstand erhoben. Schaubert war Inhaber des Roten Adlerordens III. Klasse.

## Familie
Schaubert heiratete am 1. Mai 1832 in Gossendorf bei Neumarkt Therese Emma Schaubert (* 4. August 1800; † 9. Oktober 1833). Das Paar hatte eine Tochter:
- Anna Emma Therese (* 1. Oktober 1833) ⚭ 1854 Hugo Schaubert († 29. April 1902), Hauptmann a. D.

Nach dem Tod seiner ersten Frau heiratete er am 20. Juni 1837 in Neumarkt Agnes Schaubert (* 17. Januar 1809; † 2. August 1841), Witwe des Paul Schaubert († 3. August 1834). Das Paar hatte mehrere Kinder:
- Selma Marie Luise (* 30. September 1838) ⚭ 1867 Heinrich Gudewill, Herr auf Schimmelwitz
- Hedwig Franziska (1840–1842)
- Karl Friedrich Wolfgang (* 2. August 1841)

⚭ 1866 (Scheidung 1885) Olga Marie Eleonore Eweline Wilhelmine von Monsterberg (* 5. Dezember 1845)
⚭ 1887 Hedwig Haensch (* 2. April 1850)
Nachdem auch seine zweite Frau gestorben war, heiratete er am 30. Oktober 1854 seine Nichte Konstanze Marie Schaubert (* 23. Dezember 1822). Das Paar hatte mehrere Kinder:
- Gustav Leopold Konstantin (* 30. Oktober 1855) ⚭ 1855 Alexandra Wilhelmine Böhmer (* 30. Januar 1856), Eltern von Else von Schaubert
- Sohn (1856–1856)
- Alma Marie Emilie (1864–1868)